# 藤原忠房
藤原 忠房（ふじわら の ただふさ）は、平安時代前期の貴族・舞楽家・歌人。藤原京家、右京大夫・藤原興嗣の子。官位は従四位上・右京大夫。中古三十六歌仙の一人。

## 経歴
仁和3年（887年）信濃掾に任ぜられると、周防権掾・播磨少掾と光孝朝から宇多朝にかけて地方官を歴任する。
宇多朝末の寛平9年（897年）正月に左兵衛権少尉と武官に転じると、同年7月の醍醐天皇即位に伴い六位蔵人兼左近衛将監に任ぜられる。昌泰4年（901年）従五位下に叙爵した後も、左兵衛権佐・左近衛少将と醍醐朝前半は武官を歴任した。
延喜16年（916年）正五位下・信濃権守に叙任され再び地方官に転じると、延喜20年（920年）大和守と、醍醐朝後半は一転して地方官を歴任。この間、延喜22年（922年）従四位下に叙せられると、延長3年（925年）には治国の功労により従四位上に昇叙されている。同年山城守。
延長5年（927年）右京大夫として京官に復すが、翌延長6年12月1日（929年1月15日）卒去。

## 人物
一門には雅楽に秀でた者が多く、忠房も琵琶の名手であった父の興嗣よりその才を受け継ぎ、歌舞や管絃の分野において活躍した。忠房が作曲し敦実親王が振付を施した胡蝶楽や延喜楽は、高麗楽の代表的な作品として知られる。延喜16年（916年）の宇多法皇五十御賀において、笙の名手であった参議・藤原保忠とともに楽行事を務めている。
また歌人としての名声も高く、延喜6年（906年）に開催された「日本紀竟宴和歌」や、延喜21年（921年）の「宇多法皇春日行幸名所和歌」などに出詠するとともに、同じく延喜21年（921年）の「京極御息所歌合」では判者を務めた。延喜13年（913年）3月に宇多法皇が主宰した「亭子院歌合」においても、天皇により判者に指名されたが、恐れ多いとして断り当日参加しなかった。
中古三十六歌仙の一人として知られ、勅撰和歌集（『古今和歌集』『後撰和歌集』『拾遺和歌集』）に17首が入首している。

## 官歴
『中古歌仙三十六人伝』による。
- 仁和3年（887年） 2月2日：信濃掾
- 寛平4年（892年） 正月23日：周防権掾
- 寛平5年（893年） 4月29日：播磨少掾
- 寛平9年（897年） 正月26日：左兵衛権少尉。7月15日：六位蔵人。7月26日：左近衛将監
- 昌泰3年（900年） 4月2日：兼近江権掾
- 昌泰4年（901年） 7月7日：従五位下
- 延喜2年（902年） 2月23日：兼備前介
- 延喜4年（904年） 2月26日：左兵衛権佐
- 延喜10年（910年） 正月7日：従五位上
- 延喜11年（911年） 正月13日：左近衛少将
- 延喜13年（913年） 正月28日：兼近江権介
- 延喜15年（915年） 正月12日：兼美作介[2]。正月21日：正五位下[3]
- 延喜16年（916年） 8月29日：信濃権守[3]
- 延喜20年（920年） 正月30日：大和守
- 延喜22年（922年） 正月7日：従四位下
- 延長3年（925年） 正月7日：従四位上（治国）。正月30日：山城守
- 延長5年（927年） 正月12日：右京大夫
- 延長6年（928年） 12月1日：卒去

## 系譜
『尊卑分脈』による。
- 父：藤原興嗣[4]
- 母：貞元親王の娘[5]
- 妻：兵衛命婦 - 藤原高経の娘
  - 男子：藤原親衛
- 生母不明
  - 男子：藤原千兼
  - 男子：藤原親公
  - 女子：不明[6]